# Gevechtsveldbewakingsradar Squire

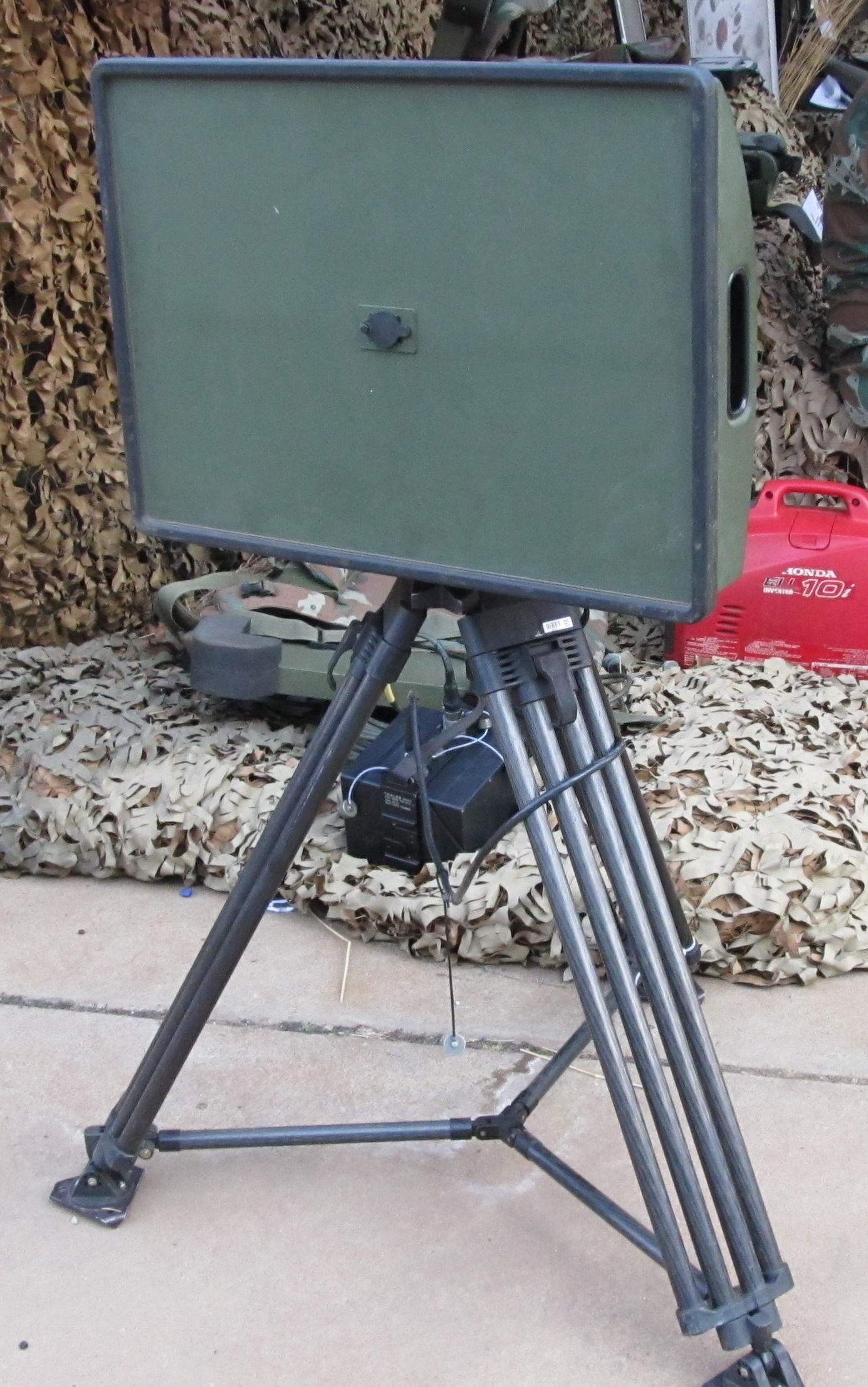
Thales Squire

De Thales Squire is een draagbare tactische gevechtsveldbewakingsradar van de firma Thales.
Het acroniem SQUIRE staat voor Signaal Quiet Universal Intruder Recognition Equipment. In het Engels heet het systeem: Squire man-portable ground surveillance radar.
Het systeem wordt geproduceerd door DRS Communications Company en Thales Nederland BV.
Het systeem kan – inclusief batterijen, bekabeling en driepootstatief – in twee rugzakken met een gewicht van elk minder dan 25 kg worden meegenomen.
Squire detecteert en signaleert grotere, bewegende laagvliegende helikopters en gronddoelen zoals personeel en rups- en wielvoertuigen tot een afstand van 24 km, mits deze objecten zich verplaatsen met een snelheid van ten minste 1,7 km/u (± 0,45 m/s).
“Squire” is het Engelse woord voor “schildknaap”.

## Geschiedenis
In januari 1996 besloot het Ministerie van Defensie om samen met de Nederlandse firma Signaal. een vervangend systeem te ontwikkelen voor de verouderde gevechtsveldbewakingsradars ZB-298 die op dat moment reeds waren afgestoten wegens tactische veroudering en hoge onderhoudskosten. Op 20-6-2002 kocht Defensie na dit ontwikkeltraject 62 radarsystemen. In de order was een oncerhoudscontract van 15 jaar opgenomen. De Squire is vanaf 2003 ingestroomd.

## Gebruik
De Squire heeft voor een goede werking een vrije line of sight nodig.
Het systeem wordt gebruikt voor de volgende taken:
- Detecteren van (bewegende) gronddoelen, ook bij verminderd zicht (mist)
- Bewaken van objecten of sectoren gedurende langere tijd, met name door verkenningseenheden (gevechtsveldbewaking), maar ook bijvoorbeeld bewaken van potentiële doelen voor criminele en/of terroristische acties
- Correctie van afgegeven krom- en steilbaanvuur, met name artillerie (vuurleiding)
- Through the wall-radar, om personeel in gebouwen te detecteren, zoals slachtoffers bij gebouwbranden en sluipschutters bij optreden in verstedelijkt gebied
- De nieuwste versie van de Squire kan drones detecteren en onderscheiden van vogels.[2]

## Specificaties
| afmeting operating unit (h × b × d) | 285 mm × 335 mm × 111 mm |
| afmeting radar unit (h × b × d)     | 470 mm × 650 mm × 230 mm |
| gewicht operating unit              | 6,0 kg                   |
| gewicht radar unit                  | 17,8 kg                  |
| hoogte driepootstatief              | 1200 mm                  |
| bereik                              | 24 km                    |
| nauwkeurigheid (azimut)             | ± 5 mils                 |
| nauwkeurigheid (op 3 km afstand)    | 2,5 m                    |
| afmeting display afleeseenheid      | 26,5 cm                  |
| resolutie display afleeseenheid     | 640 × 480                |
| elevatiehoek antenne                | -200 tot +400 mils       |
| stralingsbereik antenne horizontaal | 2,7° (± 50 mils)         |
| stralingsbereik antenne verticaal   | 7,8° (± 140 mils)        |
| temperatuuruitersten                | -31°C tot +49°C          |
| voeding                             | 24 volt gelijkspanning   |

## Kenmerken
De Squire werkt volgens het FMCW-principe (Frequency Modulated Continuous Wave). Daarbij worden gedurende korte tijd zeer sterke pulsen uitgezonden.
Het is met de FMCW-radar mogelijk zowel de afstand tot als de snelheid van een (bewegend) object waar te nemen.
De signalen die de Squire uitzendt zijn, dankzij de zgn. Low Probabibility of Intercept nauwelijks door de vijand te detecteerbaar. Dit is het gevolg van het FMCW-principe. Bij FMCW worden gedurende korte tijd zeer sterke pulsen uitgezonden. Daardoor is FMCW uitermate geschikt voor korteafstandsobservatie in tegenstelling tot pulsradar. Het is met de FMCW mogelijk om zowel de afstand tot als de snelheid van een bewegend object waar te nemen.

## Gebruik bij de Nederlandse krijgsmacht
De Squire is vanaf 2003 ingestroomd bij het Korps Mariniers en een jaar later bij de Koninklijke Landmacht (KL). Bij de Koninklijke Landmacht is de Squire ingedeeld bij de Verkenningspelotons van Pantser- en luchtmobiele infanterie, Tankbataljons en de Verkenningseskadrons van het ISTAR-bataljon.

## Gebruikers
- Canada[8]
- Maleisië[9]
- Nederland
- Noorwegen: 44 besteld in 2013[10]
- Saoedi-Arabië: 225 besteld in 2009[11]
- België: 9 geleverd door Nederland in 2019[12]
- Oekraïne: 2 geleverd door Nederland in 2022 in het kader van de Russische invasie van Oekraïne[13]